# Сикорова, Мария
Мария Сикорова (чеш. Marie Sýkorová, 18 ноября 1952, Ческе-Будеёвице, Чехословакия — март 2018) — чехословацкая хоккеистка (хоккей на траве), полевой игрок. Серебряный призёр летних Олимпийских игр 1980 года.

## Биография
Мария Сикорова родилась 18 ноября 1952 года в чехословацком городе Ческе-Будеёвице (сейчас в Чехии).
Играла в хоккей на траве за «Метеор» из Ческе-Будеёвице. В 1986—1988 годах трижды признавалась лучшей хоккеисткой Чехословакии.
В 1980 году вошла в состав женской сборной Чехословакии по хоккею на траве на летних Олимпийских играх в Москве и завоевала серебряную медаль. Играла в поле, провела 4 матча, мячей не забивала.
Умерла в марте 2018 года.